# Волфф, Роберт Пол
Роберт Пол Волфф (англ. Robert Paul Wolff; 27 декабря 1933, Нью-Йорк — 6 января 2025, Чапел-Хилл, Северная Каролина) — американский политический философ и писатель анархистских взглядов, эмерит Массачусетского университета в Амхерсте. Волфф изучал марксизм, толерантность и демократию, критиковал либерализм.

## Биография
Роберт Пол Волфф родился 27 декабря 1933 года в Нью-Йорке в семье Уолтера и Шарлотт (Орнштейн) Волффов. Окончил Гарвардский университет со степенью бакалавра, магистра и доктора философии в 1953, 1954 и 1957 годах соответственно. С 1958 по 1961 год работал там преподавателем философии и общего образования, с 1961 по 1964 год — ассистент-профессором философии в Чикагском университете, с 1964 по 1971 год — ассоциированным профессором, а затем профессором философии в Колумбийском университете. Затем Волфф перешёл в Университет Массачусетса в Амхерсте, где работал профессором философии с 1971 по 1992 год, профессором афроамериканских исследований — с 1992 по 2008 год, а после получил степень эмерита.
Начиная с 1960-х Роберт Пол начал публиковать свои сочинения. В 1968 году вместе с Баррингтоном Муром и Гербертом Маркузе опубликовал книгу «Критика чистой толерантности». В ней Волфф, принимая подход аналитической философии, утверждал, что толерантность следует изучать «посредством анализа теории и практики демократического плюрализма». В книге 1968 года «Нищета либерализма» Волфф указал на неточности в либеральных и консервативных доктринах XX века, взяв за отправную точку сочинения Джона Стюарта Милля «О свободе» и «Принципы политической экономии».
В 1970 году он опубликовал книгу «В защиту анархизма», которая получила широкое распространение: первые два издания разошлись тиражом более 200 000 экземпляров. В ней утверждается, что если общество примет надёжную концепцию индивидуальной автономии, то де-юре легитимного государства существовать не может. Эта работа была высоко оценена, в том числе, к удивлению автора, многими правыми, такими как правые либертарианцы и анархо-капиталисты. В книге 1969 года «Идеал университета» Волфф выступил в защиту радикальной парципативной демократии в университетском самоуправлении, а также против растущей маркетизации и внешнего вмешательства и выразил мысль, что университетами должны в первую очередь управлять преподаватели и студенты.
После того как в англо-американском мире вновь возник интерес к нормативной политической философии после публикации книги Джона Ролза «Теория справедливости», Волфф выступил с резкой её критикой с приближенной к марксистской точки зрения. В 1977 году он опубликовал «Понимая Ролза: Критика и реконструкция теории справедливости», в которой исследуется, в какой степени теория Ролза соответствует существующей практике, условностям и статус-кво социальной науки. Поскольку «Теория справедливости» исключает критику капиталистических общественных отношений, частной собственности и рыночной экономики, Волфф пришел к выводу, что проект Ролза представляет собой форму извинения за статус-кво, поскольку, согласно Волффу, рынки и капиталистические общественные отношения основаны на эксплуатации и несправедливости.
В рамках своей философской деятельности Волфф более известен своими работами о Канте, в частности, его книгами «Теория мыслительной деятельности Канта: Комментарий к трансцендентальной аналитике „Критики чистого разума“» и «Автономия разума: Комментарий к основам кантовской метафизики морали». Он также является известным комментатором работ Карла Маркса. Так, он написал «Понимая Маркса: Реконструкция и критика „Капитала“» и «Толстосумам, должно быть, очень повезло: О структуре „Капитала“» и провёл анализ риторических и литературных приемов Маркса в «Капитале». Его учебник «О философии» широко используется на вводных курсах философии в колледжах.
Волфф также известен как белый, который перешел с философского факультета на факультет афроамериканских исследований Университета Массачусетса в Амхерсте, о чём рассказывается в его книге «Автобиография бывшего белого: Изучение нового главного нарратива для Америки». В 1990 году он основал University Scholarships for South African Students (USSAS) — организацию, занимающуюся продвижением возможностей получения высшего образования в Южной Африке для неимущих студентов. С момента своего создания USSAS предоставила финансирование для реализации образовательных возможностей тысячам студентов в Южной Африке.
Волфф был женат дважды. В первом браке состоял со своей возлюбленной детства Сьюзан Гулд, с ней переехал в Чапел-Хилл, штат Северная Каролина. В 1962 год женился во второй раз, на историке литературы Синтии Гриффин Волфф; в 1986 году пара развелась. От этого брака у него было двое детей: Патрик Гидеон Волфф, международный шахматный гроссмейстер, и Тобиас Баррингтон Волфф, активист движения за права геев и профессор права в Пенсильванском университете. Вторым домом для философа был Париж. Вёл блог The Philosopher’s Stone, где обсуждал философские и политические вопросы. Роберт Пол Волфф умер 6 января 2025 года в своём доме в возрасте 91 года.

## Избранная библиография
- «Теория мыслительной деятельности Канта: Комментарий к трансцендентальной аналитике „Критики чистого разума“» (1963)[16]
- «Критика чистой толерантности» с Гербертом Маркузе and Баррингтоном Муром (1965)[17]
- «Нищета либерализма» (1968)[18]
- «Идеал университета» (1969)[19]
- «В защиту анархизма» (1970)
- «О философии» (1976)
- «Понимая Ролза: Критика и реконструкция теории справедливости» (1977)[20]
- «Понимая Маркса: Реконструкция и критика „Капитала“» (1984)[21]
- «Толстосумам, должно быть, очень повезло: О структуре „Капитала“» (1988)
- «Автобиография бывшего белого: Изучение нового главного нарратива для Америки» (2005)

### Переводы на русский.
- О философии: Учебник. — Перевод с английского под ред. В. А. Лекторского, Т. А. Алексеевой М : Аспект Пресс, 1996. — 415 с.